# Sam Entwistle
Sam Entwistle (ur. 23 sierpnia 1997) – nowozelandzki judoka.
Startował w Pucharze Świata w 2019. Brązowy medalista mistrzostw Oceanii w 2018. Wicemistrz kraju w 2018 i 2019 roku.
Jego brat James Entwistle, również jest judoką.